# 십계: 구원의 길
《십계: 구원의 길》(영어: The Ten Commandments)는 2016년 1월에 개봉한 브라질의 모험, 판타지, 드라마, 종교 영화이다.
 알렉상드르 아반치니가 감독을 비비안 드 올리베이라가 각본을 맡았다.
 미국은 2018년 9월 21일에 브라질은 2016년 1월 16일에 대한민국은 2017년 4월 13일에 개봉되었다.

## 줄거리
주님의 말씀을 기억하라! 이는 곧 주님이시니라!

이집트 노예의 시대, 이스라엘 백성들은 400년 간 계속되어 온

끊임없는 고난과 핍박 속에 절망한다.

절실한 기도에 응답한 주님은 이집트 왕자 '모세'를 지도자로 선택하고,

기다린 자들을 약속의 땅으로 안내할 것을 명한다.

'모세'는 백성을 이끌고 시나이산을 찾아 끝없이 광야를 방황한다.

설상가상 람세스의 군대가 이들을 턱 밑까지 추격해온 위기의 순간,

모두의 눈앞에서 홍해가 갈라지는 기적이 일어나는데...

## 출연진
- 길예르미 윈터 - 모세 역
- 세르지오 마로네 - 람세스 왕 역
- 카밀라 로드리게즈 - 네페르타리 왕비 역
- 지젤 이티에 - 십보라 역